# 马铁山
马铁山（1946年—），汉族，山西省稷山县人，中共中央党校学历。1979年12月加入中国共产党，是第十六届中纪委委员。曾任中共广西壮族自治区委副书记、纪委书记，自治区政协主席。现任第十二届全国政协常委、民族和宗教委员会副主任。

## 早年经历
1964年，高中毕业的马铁山赴陕西咸阳市农村插队劳动。1970年通过招工，进入咸阳市造纸厂工作；历任厂供销科干事，子弟中学教师，厂共青团委副书记、书记，厂办公室主任；1984年，出任厂长。

## 从政经历
1984年8月，马铁山转任中共咸阳市秦都区区委书记，开启从政之路。此后，历任中共咸阳市委常委、经济部部长，陕西省经济体制改革委员会副主任，中共榆林地委副书记、书记，榆林地区行政公署专员；期间，于1997年，参加中共中央党校一年制中青年干部培训班。
2000年，升任中共陕西省委常委、省纪委书记；次年改任中共广西壮族自治区委副书记、自治区纪委书记；并于2002年的中共十六大上，当选中纪委委员；2008年1月，出任广西壮族自治区第十届政协主席。 2012年1月，逾龄退休； 当年2月28日，被增补为第十一届全国政协民族和宗教委员会副主任；2013年3月，连任第十二届全国政协常务委员。